# چوی یئون-هو
چوی یئون-هو (انگلیسی: Choi Yeon-ho؛ زادهٔ ۴ مهٔ ۱۹۸۱) تکواندوکار اهل کره جنوبی است.
وی در مسابقات کشوری و بین‌المللی در مجموع برندهٔ ۷ مدال طلا، ۱ مدال نقره شده‌است.